# Sui generis
Sui generis (су́и ге́нерис; букв. своеобразный, единственный в своём роде) — латинское выражение, обозначающее уникальность правовой конструкции (акта, закона, статуса и т. д.), в целом, несмотря на наличие известного сходства с другими подобными конструкциями, не имеющей прецедентов. Уникальность любого из случаев sui generis зачастую становится предметом затяжных споров.

## Примеры
- Сравнивая случаи Косово и Южной Осетии, государственный секретарь США Кондолиза Райс отметила, что случай Косово является особенным (sui generis) из-за обстоятельств распада Югославии и агрессии сил Милошевича против косовских албанцев.[2]
- Уникальный правовой статус (sui generis) в составе Франции имеет Новая Каледония. Другие бывшие колонии Франции считаются заморскими департаментами, заморскими сообществами или заморскими территориями. Новой Каледонии же было предоставлено право провести референдум по вопросу независимости. 4 ноября 2018 года состоялся референдум о независимости Новой Каледонии от Франции. Согласно результатам референдума, больше половины участвующих на голосовании выступили против независимости от Франции.[3][4]

## Другое использование
В ряде дисциплин этот термин используется для обозначения уникальных объектов:
- Биология, для видов, которые не вписываются в род, который включает другие виды[5]. В таксономической структуре « род → вид » вид описывается как sui generis, если род был создан для его классификации, т.е. его уникальность во время классификации заслуживала создания нового рода, единственным членом которого первоначально был вид sui generis. При этом, вид, который является единственным существующим представителем своего рода (например, род Homo ), не обязательно является sui generis, поскольку в процессе эволюции другие родственные виды исчезли.
- Творчество, для художественных произведений, выходящих за рамки традиционных жанров. Кинокритик Ричард Шикель определяет фильм Джо против вулкана как картину sui generis. Кинокритик Майкл Брук использовал этот термин для описания «Фантастической планеты» франко-чешского научно-фантастического фильма 1973 года режиссера Рене Лалу[6].
- Права на интеллектуальную собственность, где нет определяющей характеристики. В США этот закон sui generis известен как "Закон о защите микросхем 1984 года"
- Аналитическая философия часто использует выражение sui generis для обозначения идеи, сущности или реальности, которые не могут быть сведены к более низкому понятию или включены в более высокое понятие.